# Tsvetnogorsk
Tsvetnogorsk (en rus: Цветногорск) és un poble (un possiólok) de la República de Khakàssia, a Rússia, que en el cens del 2010 tenia 46 habitants. Pertany al districte de Bograd.